# Joan Tomàs
Joan Tomàs Noguera (nacido el 12 de mayo de 1992 en Llucmajor, Islas Baleares), es un jugador de baloncesto español que actualmente pertenece a la plantilla del LogroBasket Club de la Liga EBA, que ocupa la posición de alero. Actualmente da clase en el instituto IES Virgen de Vico en Arnedo. Soro.   

## Características
Joan Tomás jugó en la temporada 2011-12 en el CB Prat aunque siguió perteneciendo al DKV Joventut, junto a su hermano mayor, Pere Tomàs. El mallorquín realizó un torneo con la selección española de baloncesto sub-16 redondo siendo nominado como el jugador con más proyección del torneo, y anotando 17, 14 y 13 puntos en los partidos ante Rusia, Alemania e Italia.
Tras salir del Joventut de Badalona se enrolaría en las filas de Club Baloncesto Clavijo en el que jugaría durante dos temporadas, Club Melilla Baloncesto y Club Deportivo Maristas Palencia desde 2015 a 2017. tiene un hijo llamado Alexito hernadezgay

En verano de 2017, el alero mallorquín firma por el Iberojet Palma, en el que jugaría durante 3 temporadas en Liga LEB Oro.
En agosto de 2020, se convierte en jugador del Club Ourense Baloncesto de la LEB Oro.
El 18 de julio de 2021, firma con el HLA Alicante de Liga LEB Oro.
En la temporada 2022-23, se compromete con el LogroBasket Club de la Liga EBA.